# Corps Guestphalia et Suevoborussia Marburg

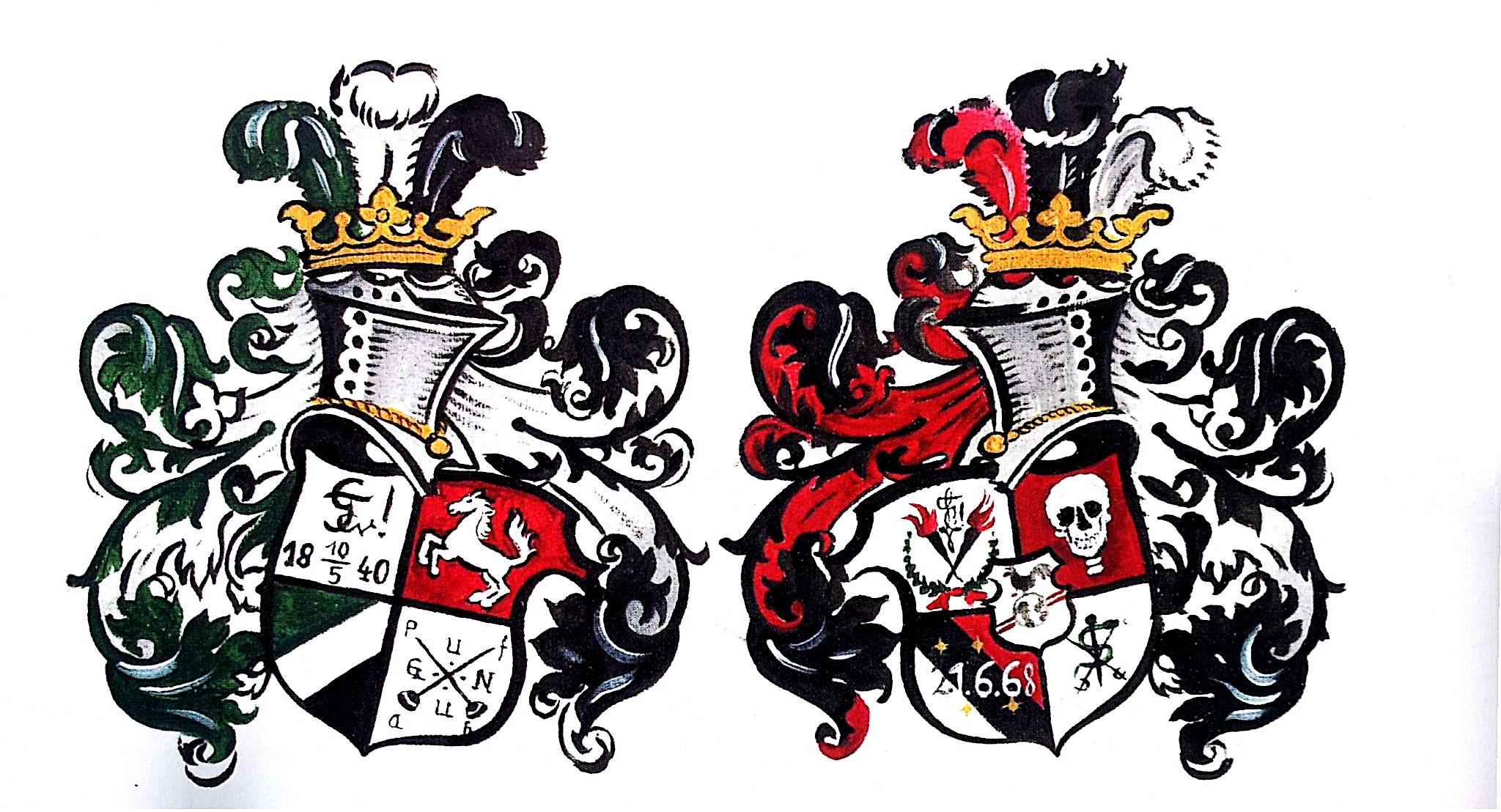
Wappen

Das Corps Guestphalia et Suevoborussia Marburg ist eine pflichtschlagende und farbentragende Studentenverbindung im Kösener Senioren-Convents-Verband (KSCV).
Die Corpsmitglieder werden Westfalen und Schwabenpreußen oder wurden (ausschließlich in Marburg) schwarze Westfalen genannt. Eine entsprechende Kreiszugehörigkeit ist damit nicht gemeint. Vielmehr bezieht sich das Adjektiv „schwarz“ auf die schwarze Studentenmütze und dient lediglich innerhalb Marburgs zur Unterscheidung von der Marburger Landsmannschaft Hasso-Guestfalia, die blaue Mützen trägt. Deren Mitglieder werden folglich blaue Westfalen genannt. Dass die Westfalen und Schwabenpreußen bis heute gemeinhin als „Piesen“ bezeichnet werden, ist auf ihre Kneipjacken zurückzuführen. Mit ihrer Farbe und dem hohen Stehkragen erinnern sie an die Amtskleidung eines Pfarrers, der im hessischen Dialekt als Piese bezeichnet wird.

## Couleur

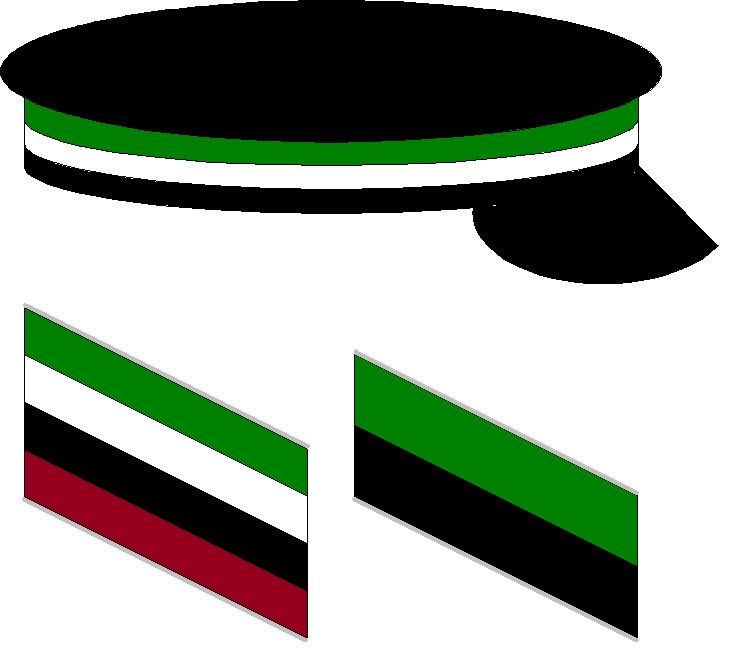
Couleur

Guestphalia et Suevoborussia hat die Farben grün-weiß-schwarz-weinrot mit silberner Perkussion. Dazu wird eine schwarze Mütze getragen. Die Füchse der Westfalen und Schwabenpreußen tragen ein Fuchsenband in den Farben grün-schwarz, ebenfalls mit silberner Perkussion.
Die Wahlsprüche lauten „In virtute honos“ und „Honeste et hilare“. Der Wappenspruch ist „Vivant fratres intimo foedere iuncti!“ (v.f.i.f.i.).

## Geschichte
Das Corps Guestphalia Marburg (gestiftet am 10. Mai 1840) und das Pépinière-Corps Suevo-Borussia (gestiftet 1868) haben sich im Jahr 1978 durch einen Fusionsvertrag zusammengeschlossen. Das Stiftungsdatum der Guestphalia et Suevoborussia bezieht sich auf die Guestphalia II und ist entsprechend der Kösener-Statuten der 10. Mai 1840 („gestiftet als Guestphalia“.).

### Das Westfälische Kränzchen (1806)
Den Anfang der Geschichte der Guestphalia Marburg bildet die Stiftung des Westfälischen Kränzchens am 13. Juni 1806 unter Beteiligung Hallenser Westfalen. Die Farben waren zunächst schwarz-grün-weiß, der Wahlspruch Gloria virtutis comes!

### Guestphalia I (1807)
Das Westfälische Kränzchen konstituierte sich am 7. Juni 1807 als Westfälische Landsmannschaft (Guestphalia I). Mit den zwei anderen alten Landsmannschaften (die Lahnländische Landsmannschaft und die Hessische Landsmannschaft) bildete Guestphalia ab dem 7. Juni 1807 den ersten Marburger Senioren-Convent.
Am 13. Juli 1809 änderte sie die Farben in grün-schwarz-weiß. Wegen behördlicher Untersuchungen und Suspendierungen durch die Universität waren zwischen 1810 und 1818 mehrere Suspensionen nötig. Die Rekonstitution am 6. Dezember 1819 erfolgte als Corps Guestphalia mit grün-weiß-schwarz. Als Wahlspruch wurde Gladius ultor noster! und als Wappenspruch Pectus amico, cuspido hostem! angenommen.
Von 1823 bis zum 18. Juli 1825 und im Wintersemester 1828/29 suspendiert, zerfiel Guestphalia I im Wintersemester 1831/32 vorübergehend in eine Guestphalia vetus und eine Guestphalia nova; sie fand aber bereits im Sommersemester 1832 wieder zusammen. Im WS 1833/34 wieder suspendiert und am 10. Juli 1834 rekonstituiert, nahm das Corps den Wahlspruch Neminem time, neminem laede! an. Im selben Semester wurden einige Mitglieder des Corps Schaumburgia (1831–1834) aufgenommen.
Trotz der ursprünglichen Verbundenheit mit dem Königreich Westphalen und der späteren Preußischen Provinz Westfalen stammte der Hauptteil der Mitglieder zunehmend aus Kurhessen. Zudem war die Guestphalia I insbesondere geprägt durch die vermehrte Mitgliedschaft von Angehörigen der Althessischen Ritterschaft. Aus diesem Umstand ergab sich die Charakterisierung der Guestphalia I als das „vornehme Corps“ im Marburger SC.
Guestphalia I suspendierte im Januar 1838. Mitgliedermangel war hier keineswegs der Grund für die Suspension, sondern eher innere Zwistigkeiten. Einige Mitglieder stifteten die Rhenania Marburg. Der Bund existierte nur fünf Monate; die Mitglieder stifteten die Hassia Marburg.

### Guestphalia II (1840)
Unter Mitwirkung von Mitgliedern der Guestphalia I wurde am 10. Mai 1840 die „neue“ und bis heute bestehende Guestphalia mit grün-weiß-schwarz und silberner Perkussion gestiftet. Der Wahlspruch ist In virtute honos.
Das Corps Guestphalia verstand sich in dieser „vorkösener“ Zeit als die „natürliche Fortsetzung“ der Guestphalia I. Mehrere historische Umstände unterstreichen diese Haltung.
Zunächst waren mehrere Inaktive und Alte Herren der Guestphalia I an der Stiftung der Guestphalia II beteiligt. Darüber hinaus engagierten sich in den nun folgenden Anfangsjahren der Guestphalia II ursprüngliche Mitglieder der Guestphalia I innerhalb des Corpsbetriebes. Sie sekundierten die Partien der neuen Aktiven und zudem fochten Inaktive aus den Jahren 1835 und 1836 ihre Partien nunmehr auf Waffen der Guestphalia II. Auch das Auftreten nach außen erfolgte gemeinsam. Letztlich hat die Guestphalia also „in dem Zeitraum von 1806–1844 ihren inneren Zusammenhalt bewußt stets bewahrt“.
Die besondere Stellung der Guestphalia I übertrug sich in dieser Zeit auch auf die Guestphalia II. Auch nach 1840 stammten 80 % der Mitglieder aus Kurhessen, sodass die Guestphalia in dieser Zeit auch als das „eigentlich hessische Landescorps“ bezeichnet wurde.
Als diese Guestphalia am 8. März 1844 zunächst suspendierte, stifteten einige Mitglieder die Buchonia.

### Guestphalia III (1880) und die Rekonstitution der Guestphalia II
Am 1. März 1878 war unabhängig und vorübergehend eine neue Landsmannschaft Guestphalia gestiftet worden. Diese Guestphalia III renoncierte seit dem 2. Februar 1880 beim SC und wurde bereits am 22. Juni 1880 als Corps Guestphalia recipiert. Ausgetretene Mitglieder der Freien Studentenverbindung Germania, der heutigen Marburger Burschenschaft Germania, die nach Streitigkeiten um die unbedingte Satisfaktion ihren Bund verlassen hatten, waren an dieser Stiftung ebenso beteiligt wie ehemalige Mitglieder der Pharmacia, der heutigen Landsmannschaft Hasso-Borussia. Am 28. Februar 1895 suspendierte diese Guestphalia III.
Die ältere Guestphalia II rekonstituierte am selben Tag durch reaktivierte Mitglieder der Guestphalia II und übernahm die Aktiven, am nächsten Tag auch die Inaktiven und Alten Herren der jüngeren Guestphalia mit den Farben schwarz-weiß-grün. Seit dem 29. Juli 1895 wurde wieder grün-weiß-schwarz getragen. Die Guestphalia III ging somit vollständig in der alten Guestphalia auf.
Das erste Corpshaus wurde 1895 zum Mittelpunkt des Corpslebens. Das zweite entstand 1909/10 am Schlossberg bzw. an der späteren Lutherstraße nach Plänen des Architekten Arnold Knoblauch.
Es ist bis heute die Heimat des Corps.
Die Corpsburschen des Corps Guestphalia beteiligten sich im März 1920 am Studentenkorps Marburg, einem Zeitfreiwilligenverband unter Bogislav von Selchow. Der Westfale Oberleutnant Rudolf Baldus war erster Ordonnanzoffizier des unter Selchows persönlichem Kommando stehenden 1. Bataillons. Die Corpsburschen der Guestphalia, Teutonia und Hasso-Nassovia bildeten die 1. Kompanie des 1. Bataillons des StuKoMa. Im Rahmen des StuKoMa beteiligten sich die Westfalen im Nachgang des Kapp-Putsches an den Kämpfen mit aufständischen Arbeitern in Thüringen und den Morden von Mechterstädt an Gefangenen. Der Westfale Oberleutnant Rudolf Baldus hatte dem für die Bewachung der Gefangenen verantwortlichen Leutnant ausdrücklich befohlen, jeden Gefangenen, „der aus dem Glied träte, sofort zu erschießen.“
Am 19. Mai 1936 wurde der aktive Betrieb eingestellt. Auf dem Hause des Corps Teutonia Marburg wurde am 17. Dezember 1938 die SC-Kameradschaft Carl Allmenröder gegründet, in der die corpsstudentische Tradition fortgesetzt wurde. Die Kameradschaft bestand bis zur Besetzung Marburgs durch die Alliierten Ende März 1945 und löste sich am 28. März 1945 auf.
Der am 11. September 1948 reaktivierte Altherrenverein beschloss die grundsätzliche Aufnahme von Mitgliedern der Kameradschaft; aufgenommen wurden nur drei. Als Traditionsträger wurde der Akademische Bund Westfalen am 14. Januar 1949 gegründet. Guestphalias Convent rekonstituierte am 26. Februar 1949 und übernahm die Mitglieder des Akademischen Bundes. Der Name wurde noch bis zum Ende des SS 1950 nach außen fortgeführt. Das Corps stellte 1956 und 2002 mit Friedemann Keßler und Frank Meißner die Vorsitzenden des oKC. Der Gießener Teutone Patrick Ranft ist im Jahr 2019 der Vorortsprecher des KSCV und ist ebenfalls Westfale und Schwabenpreuße.

### Suevo-Borussia
1978 fusionierte Guestphalia mit dem aus Berlin und Hamburg stammenden Pépinière-Corps Suevo-Borussia.

## Marburger Westfalen (inkl. späterer Westfalen und Schwabenpreußen)
- Hartmut Aschermann (1921–2009), Theologe und Hochschullehrer, Ehrenmitglied des Corps
- Robert Aumüller (1878–1953), Industrieller, Vorsitzender der Wirtschaftsgruppe Zuckerindustrie
- Christian Bartelt (1931–2020), Jurist, MdL (Hessen), Geschäftsführer der Messe Frankfurt (84/86)
- Friedrich Bernstein (1818–1886), Polizeidirektor und Landrat in Kassel, Landrat in Frankenberg und Witzenhausen
- Friedrich Bolte (1860–1940), Direktor der Hamburger Navigationsschule
- Franz von Dingelstedt (1814–1881), Intendant des Burgtheaters, Dichter des Weserlieds
- Friedrich von Engel (1867–1941), Richter in Wien
- Wilhelm Fabricius (1857–1942), Bibliothekar
- Carl Philipp Falck (1816–1880), Pharmakologe in Marburg
- Karl Heinrich Friauf (1931–2016), Ordinarius für Staatsrecht, Mitherausgeber des Berliner Kommentars zum Grundgesetz
- Paulgerhard Gladen (1926–2023), Jurist und Studentenhistoriker, Ehrenmitglied des Corps
- Kurt Glaser (1880–1946), Romanist, Ordinarius
- Horst Gnekow (1916–1982), Jurist, Schauspieler, Dramaturg, Theaterintendant
- Eduard von Goeddaeus (1815–1888), Minister im Kurfürstentum Hessen
- Joachim Hein (1901–1987), Internist und Tuberkulosearzt in Schleswig-Holstein
- Heinrich Nicolaus Horstmann (1817–1884), Amtsarzt und Hochschullehrer für Staatsarzneikunde in Marburg, Stifter der neuen Guestphalia
- Wolf-Dieter Hütteroth (1930–2010), Geograph, Ordinarius in Erlangen
- Rudolf Joerges (1868–1957), Philologe, Jurist und Hochschullehrer in Halle
- Manfred Kanther (* 1939), Bundesinnenminister
- Friedemann Keßler (1928–1985), Oberbürgermeister von Siegen
- Konrad Keßler (1851–1905), Orientalist und Semitist in Marburg und Greifswald
- Kurt Kummer (1894–1966), Ministerialdirektor im Reichsministerium für Ernährung und Landwirtschaft
- Carl Ludwig (1816–1895), Physiologe, Pour le Mérite
- Oskar von Meibom (1813–1874), Rechtskonsulent von Ernst II. (Sachsen-Coburg und Gotha)
- Heinrich von Nathusius (1851–1906), Archivar, Historiker
- Friedrich Pfeiffer (1815–1879), Obergerichtsrat in Fulda, Bremer Bürgermeister und Senatspräsident, Mitglied der Kurhessischen Ständeversammlung, des Erfurter Unionsparlaments und der Bremischen Bürgerschaft
- Philipp Pforr (1865–1949), Vorstandsmitglied der Allgemeinen Elektrizitätsgesellschaft Berlin
- Georg August Rudolph (1816–1893), Oberbürgermeister von Marburg
- Walter Schellenberg (1910–1952), SS-Brigadeführer und Leiter der vereinigten Geheimdienste von Sicherheitsdienst des Reichsführers SS (SD) und Abwehr im Reichssicherheitshauptamt
- Wilhelm Schenk zu Schweinsberg (1809–1867), Jurist, Regierungschef von Hohenzollern-Sigmaringen
- Wilhelm von Steuber (1790–1845), Minister im Kurfürstentum Hessen
- Ferdinand von Schutzbar (1813–1891), kurhessischer Obergerichtsrat, Rittergutsbesitzer, Präsident der Ersten Kammer der Kurhessischen Ständeversammlung, Vorsitzender des Kommunallandtags Kassel, MdHH
- Hans Traub (1901–1943), Zeitungs- und Filmwissenschaftler, Leiter der Ufa-Lehrschau Berlin
- Otto Georg Thierack (1889–1946), Reichsjustizminister, ausgetreten 1935
- Wolfgang Titius (* 1952), Admiralarzt a. D., Chefarzt des Bundeswehrkrankenhauses Berlin
- Ernst Vollert (1890–1977), Ministerialdirektor, Chef der Zivilverwaltung Westpreußen, Teilnehmer am Attentat vom 20. Juli 1944, Ehrenmitglied des Corps
- Erich Winnacker (1889–1944), Vorstandsmitglied der Vereinigten Stahlwerke, Reichskommissar für den Bergbau

## Wappen und Corpshäuser

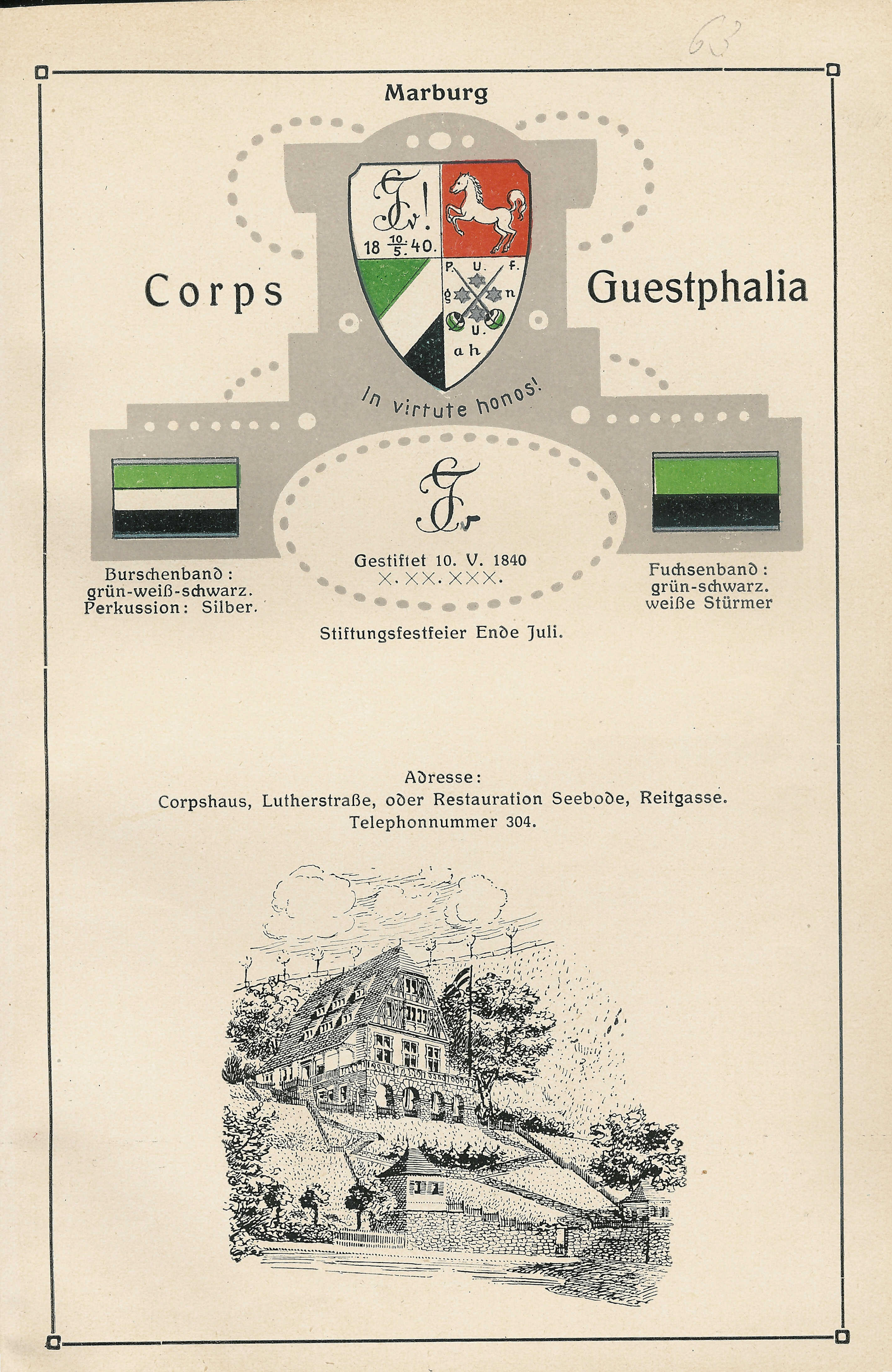
Guestphalia Marburg (1912)
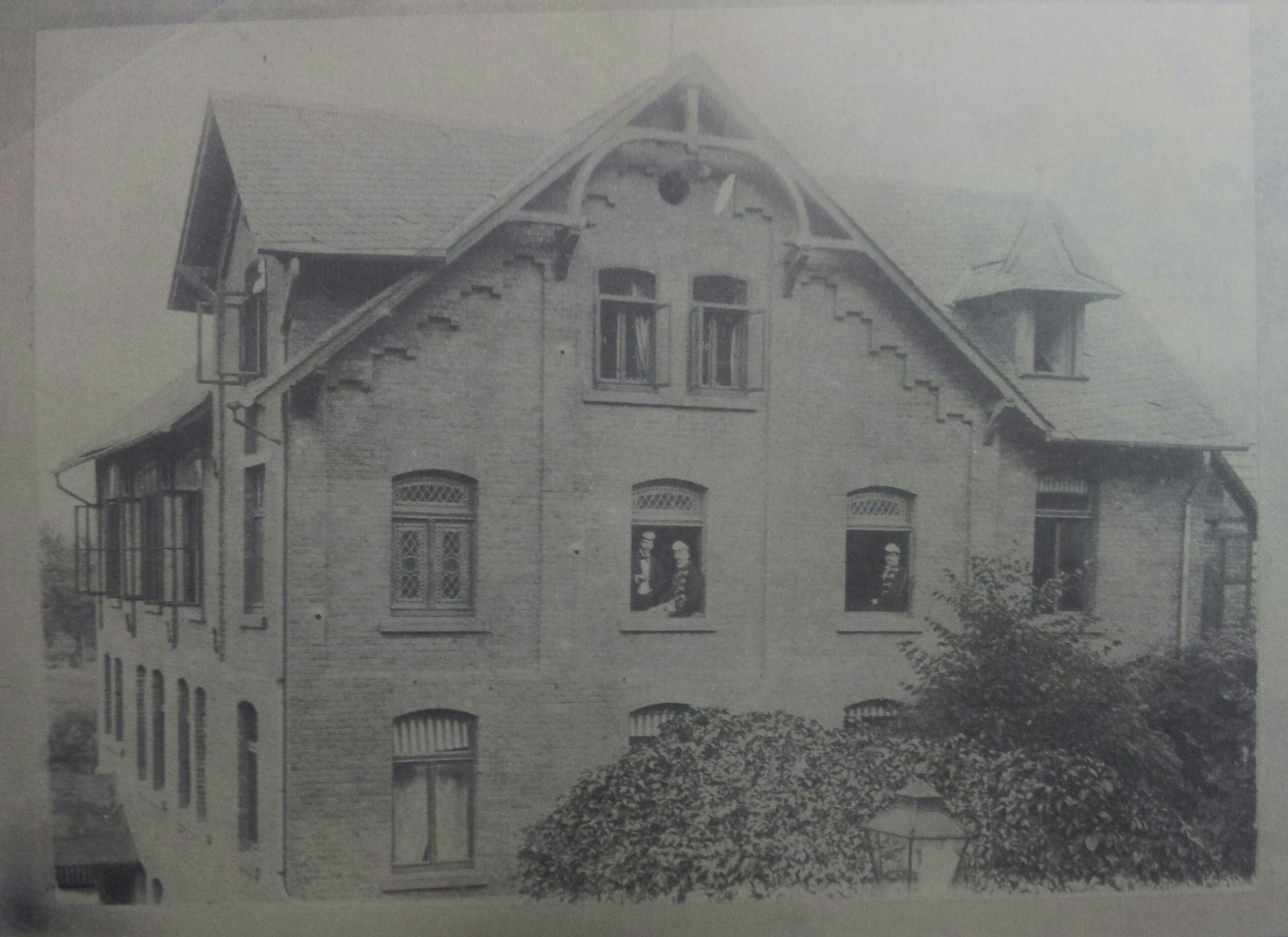
Guestphalias erstes Corpshaus im Wehrdaer Weg (1895)
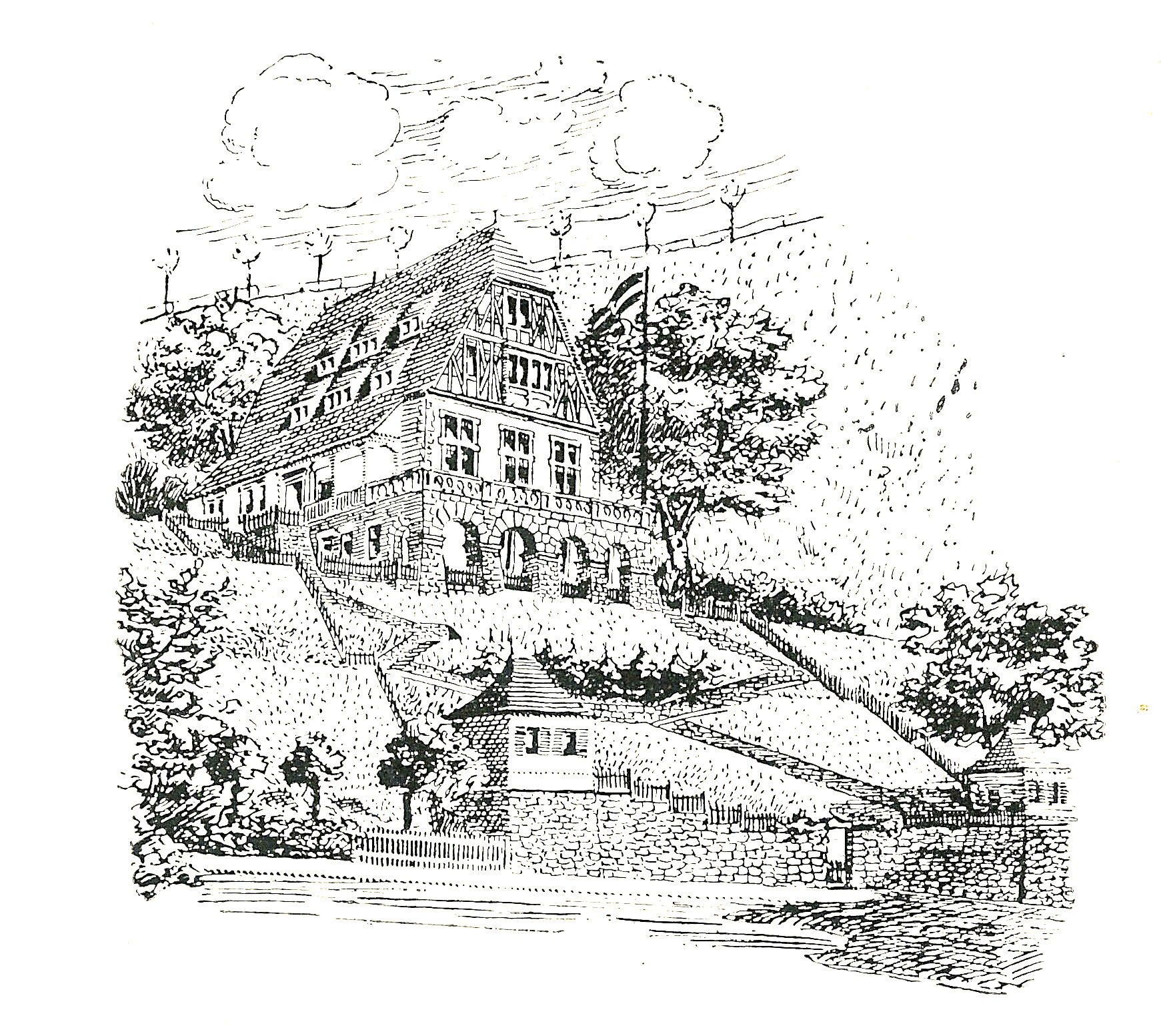
Guestphalias zweites Corpshaus (1909/1910)
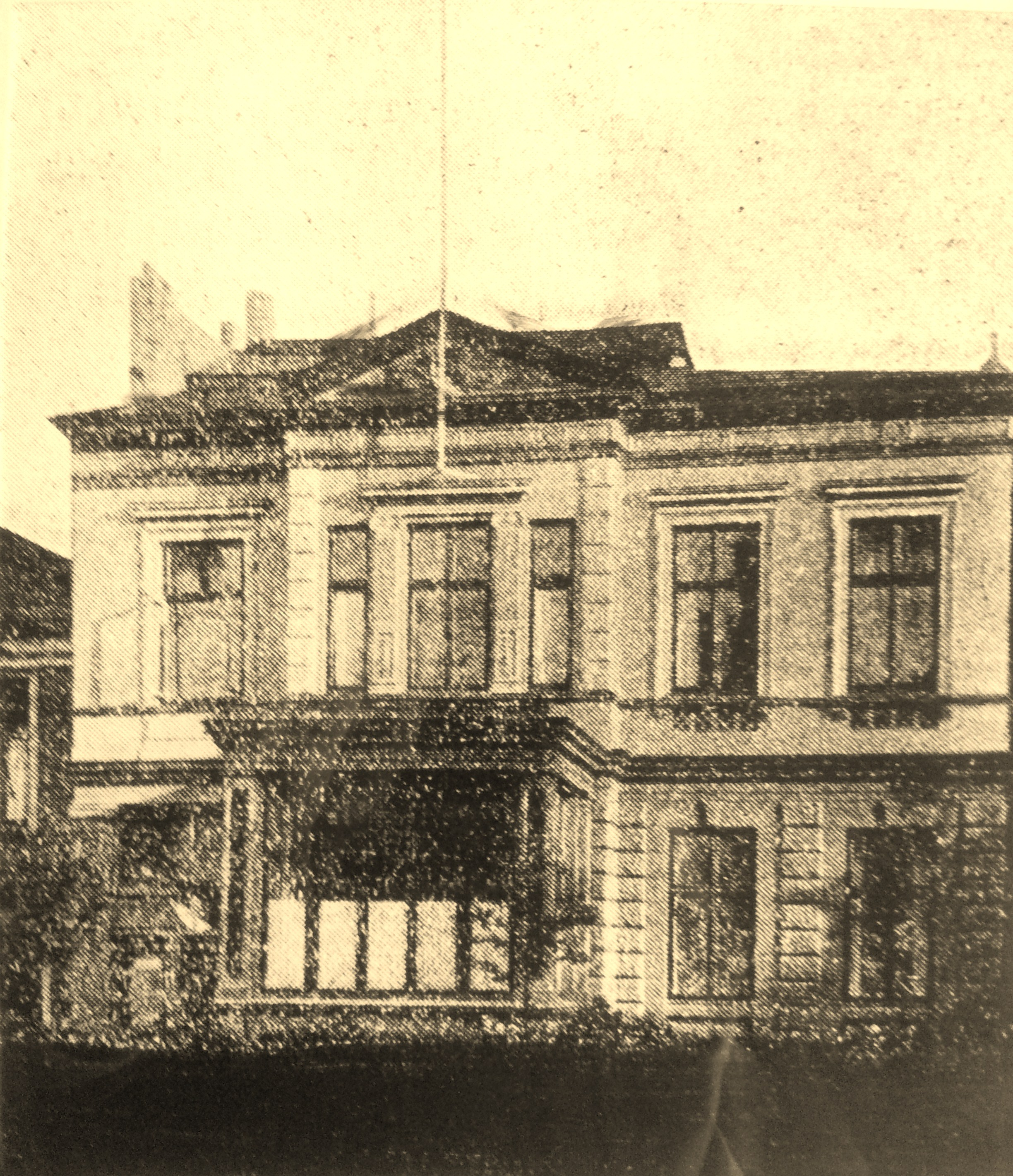
Hamburger Corpshaus der Schwaben-Preußen

## Verhältnisse
Guestphalia et Suevoborussia Marburg pflegt einen Verhältnisvertrag mit dem Corps Makaria München (befreundet) und dem Corps Hubertia Freiburg (befreundet).
Bis zum Abschluss des Fusionsvertrages bestanden auf Seiten der Suevo-Borussia ein Freundschaftsverhältnis zum Corps Hannovera Göttingen sowie offizielle Vorstellungsverhältnisse zum Corps Holsatia Kiel und zum Corps Hansea Bonn.